# Emma Brink Rask
 Emma Brink Rask, född 25 februari 1980, är en svensk bloggare, kokboksförfattare och bakinspiratör. 

## Biografi
Rask startade sin bakblogg "Brinken bakar" under 2017. Tillsammans med Camilla Hamid är hon sedan 2019 programledare för podden "Tillåt kakor". 2019 vann hon Matbloggspriset i kategorin bästa "Bak & Dessertblogg". Hennes första bakbok "Baka och spritsa" släpptes 2020.
Boken "Tårtor & Smörgåstårtor" vann Gourmand Awards i kategorin "Best pastry book" 2023. 